# معادلة رامانجان-ناغل
في الرياضيات، و تحديدًا في نظرية الأعداد، معادلة رامانجان-ناغل (بالإنجليزية: Ramanujan–Nagell equation)‏ هي معادلة بين مربع كامل و عدد أصغر من قوة العدد اثنين بسبعة. و هي مثال لمعادلة ديفونتية أسية، معادلة للحل بأعداد صحيحة حيث يظهر أحد المتغيرات كأُس. سميت باسم سرينفاسا رامانجان، الذي حدس أن لها خمسة حلول صحيحة فقط، و ترجف ناغل، الذي أثبت الحدسية.

## المعادلة والحل
المعادلة هي
{\displaystyle 2^{n}-7=x^{2}}

## أعداد ميرسين المثلثية
مشكلة العثور على جميع الأعداد على الشكل 2b − 1 (أعداد ميرسين) التي هي مثلثية مكافئة ل:
{\displaystyle {\begin{aligned}&\ 2^{b}-1={\frac {y(y+1)}{2}}\\[2pt]\Longleftrightarrow &\ 8(2^{b}-1)=4y(y+1)\\\Longleftrightarrow &\ 2^{b+3}-8=4y^{2}+4y\\\Longleftrightarrow &\ 2^{b+3}-7=4y^{2}+4y+1\\\Longleftrightarrow &\ 2^{b+3}-7=(2y+1)^{2}\end{aligned}}}
قيم b في هذه المعادلة هي ذاتها قيم n-3 في معادلة رامانجان-ناغل، وأعداد ميرسين المثلثية المناسبة (تسمى أيضًا أعداد رامانجان-ناغل) هي:
{\displaystyle {\frac {y(y+1)}{2}}={\frac {(x-1)(x+1)}{8}}}

## وصلات خارجية
- إيريك ويستاين، {{{title}}}، ماثوورلد Mathworld (باللغة الإنكليزية).
- G. Myerson (2002). "Can N2 + N - 2 Be A Power Of 2?". mathforum.org. مؤرشف من الأصل في 2016-03-09.